# Nicu Cojocaru
Nicu Cojocaru (n. 12 februarie 1951, Huruiești, România – d. 27 octombrie 2024, Cluj-Napoca, România) a fost un deputat român în legislatura 2000-2004, ales în județul Arad pe listele PRM.

## Legături externe
- Nicu Cojocaru Arhivat în 20 iunie 2024, la Wayback Machine. la cdep.ro